# Nikolaus Firmkranz
Nikolaus Firmkranz (* 1979 in Tulln an der Donau) ist ein österreichischer Schauspieler.

## Leben
Nikolaus Firmkranz besuchte zunächst von 1994 bis 1997 die Bundesbildungsanstalt für Sozialpädagogik. Ab 1997 begann er sein Schauspielstudium am Max-Reinhardt-Seminar in Wien, das er 2001 als Magister artium abschloss.
Anschließend hatte er Theaterengagements zunächst am Theaterhaus Mitte in Berlin (2004) und an den Kammerspielen Paderborn (2005) und war insgesamt fast 10 Jahre in der freien Theaterszene Berlins tätig. 2006 spielte er im Kronprinzenpalais Berlin in Paulus Mankers Alma-Inszenierung den Komponisten Alexander Zemlinsky. Es folgte u. a. ein weiteres Engagement am Fritz Rémond Theater in Frankfurt am Main. 2009 gastierte er am „Od-Theater“ in Basel als Demetrius in Ein Sommernachtstraum (Regie: Hans-Dieter Jendreyko). 2010 spielte er im „Hoftheater Kreuzberg“.
2011 ging Firmkranz nach Wien, wo er Engagements an zahlreichen freien Wiener Bühnen hatte (Kosmos Theater Wien, Theater Drachengasse, Werk X). Seit 2011 tritt er am Wiener Lustspielhaus immer wieder in Inszenierungen von Adi Hirschal auf. 2012 spielte er beim „Laxenburger Kultursommer“ den Kellner Armand in der Scheidungskomödie Der Graf von Laxenburg in einer Bearbeitung der Lehár-Operette Der Graf von Luxemburg von Adi Hirschal. Seit 2013 ist er außerdem Mitglied des Aktionstheater Ensemble.
2016 spielte er im Theater an der Wien den Münz-Matthias in Keith Warners Inszenierung von Brecht/Weill’s Theaterklassiker Die Dreigroschenoper. 2018 war er am Wiener Lustspielhaus der Musiker Clemens in Adi Hirschals Molière-Inszenierung Der eingebildete Kranke. Außerdem war er in der Spielzeit 2018/19 am Wiener Metropol in Adi Hirschals Don Giovanni-Bearbeitung als Masetto zu sehen. 2019 trat er im Theater Forum Schwechat in der Komödie Reigen 51 von Michael Kehlmann, Carl Merz und Helmut Qualtinger auf.
Firmkranz stand auch in zahlreichen Film- und TV-Produktionen vor der Kamera. Er drehte u. a. mit Barbara Albert, Rüdiger Heinze, André Schneider und Michael Riebl. Er wirkte in mehreren österreichischen TV-Serien mit. In der 8. Staffel der TV-Serie SOKO Kitzbühel (2009) übernahm er eine der Episodenrollen als Zeuge und späteres Mordopfer Marco Pecic.
Seit 2008 ist er als Dozent an verschiedenen Schauspielschulen in Berlin und Wien sowie an der Pädagogischen Hochschule Niederösterreich tätig. Firmkranz lebt in Wien.

## Filmografie (Auswahl)
- 1999: Kaisermühlen Blues: Die Liebe höret nimmer auf (Fernsehserie, eine Folge)
- 2003: Böse Zellen (Kinofilm)
- 2005: Der Mann mit dem weißen Bart (Kurzfilm)
- 2007–2009: Tom Turbo (Fernsehserie)
- 2008: Der Mann im Keller (Kinofilm)
- 2009: SOKO Kitzbühel: Jagatee (Fernsehserie, eine Folge)
- 2013: Piratenfunk Franz Ferdinand (Fernsehserie)
- 2018: Schnell ermittelt: Elena Ruggenberger (Fernsehserie, eine Folge)
- 2021: SOKO Kitzbühel: Abschied (Fernsehserie, eine Folge)
- 2025: SOKO Donau: Klare Fakten (Fernsehserie, eine Folge)